# نقشه

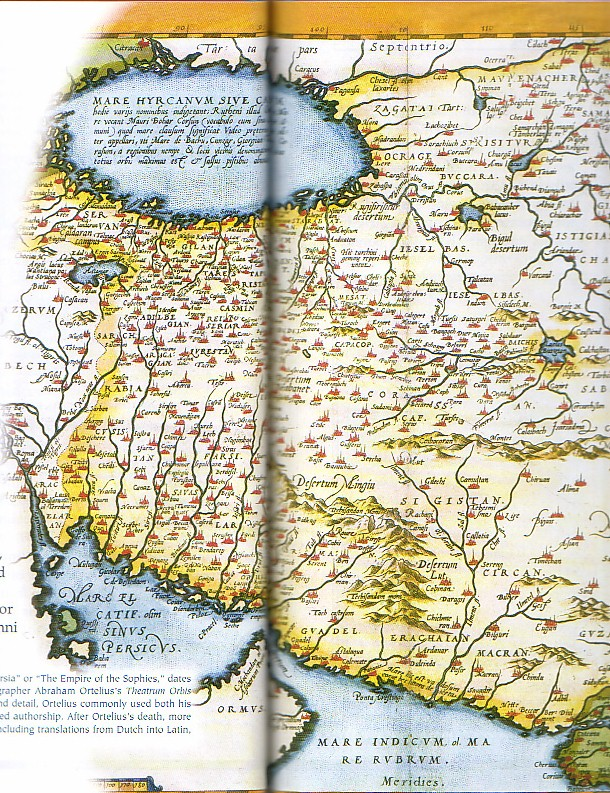
نقشه‌ای از ایران که توسط آبراهام ارتلیوس تهیه شده و در نخستین اطلس نوین در میان سال‌های ۱۵۷۰ تا ۱۶۲۴ چاپ شده است

نقشه (به عربی و فارسی تاجیکی: خریطه) یک تصویر نمادین از روابط بین اِلِمان‌ها مانند اشیاء، مناطق و مضامین است.
بسیاری از پول‌ها
حالت ایستا دارند و بر روی کاغذ یا سایر رویه‌های بادوام ترسیم می‌شوند، در حالی که برخی دیگر پویا و تعاملی هستند. اگر چه بیشتر برای به تصویر کشیدن داده‌های جغرافیایی از نقشه استفاده می‌شود ولی از نقشه برای نشان دادن ارتباط موارد دیگری مانند دی‌ان‌ای، نقشه‌برداری از مغز، ارتباط و توپولوژی شبکه‌های رایانه‌ای با اصول و قواعد متفاوت استفاده می‌شود. نقشه‌ها به تناسب مدل ریاضیاتی مورد استفاده می‌توانند دوبعدی مانند نمایش کلاسیک نقشهٔ زمین، سه‌بعدی مانند فضا داخلی زمین یا نقشه‌برداری نوین یا حتی در دستگاه مختصات‌های انتزاعی‌تر مانند مدلسازی پدیده‌هایی که متغیرهای مستقل زیادی دارند، تولید و نمایش داده شود.
از آنجا که نخستین کاربرد نقشه‌ها به شکل نمایش دوبعدی از سطح جهان برای کاربردهای مملکت‌داری و نظامی بوده است رایج‌ترین تعریف از نقشه را عبارت از تصویر قائم تمام یا قسمتی از عوارض مصنوعی و طبیعی زمین به نسبتی کوچک‌تر بر روی صفحه تصویر می‌دانند.

## نقشهٔ جغرافیایی

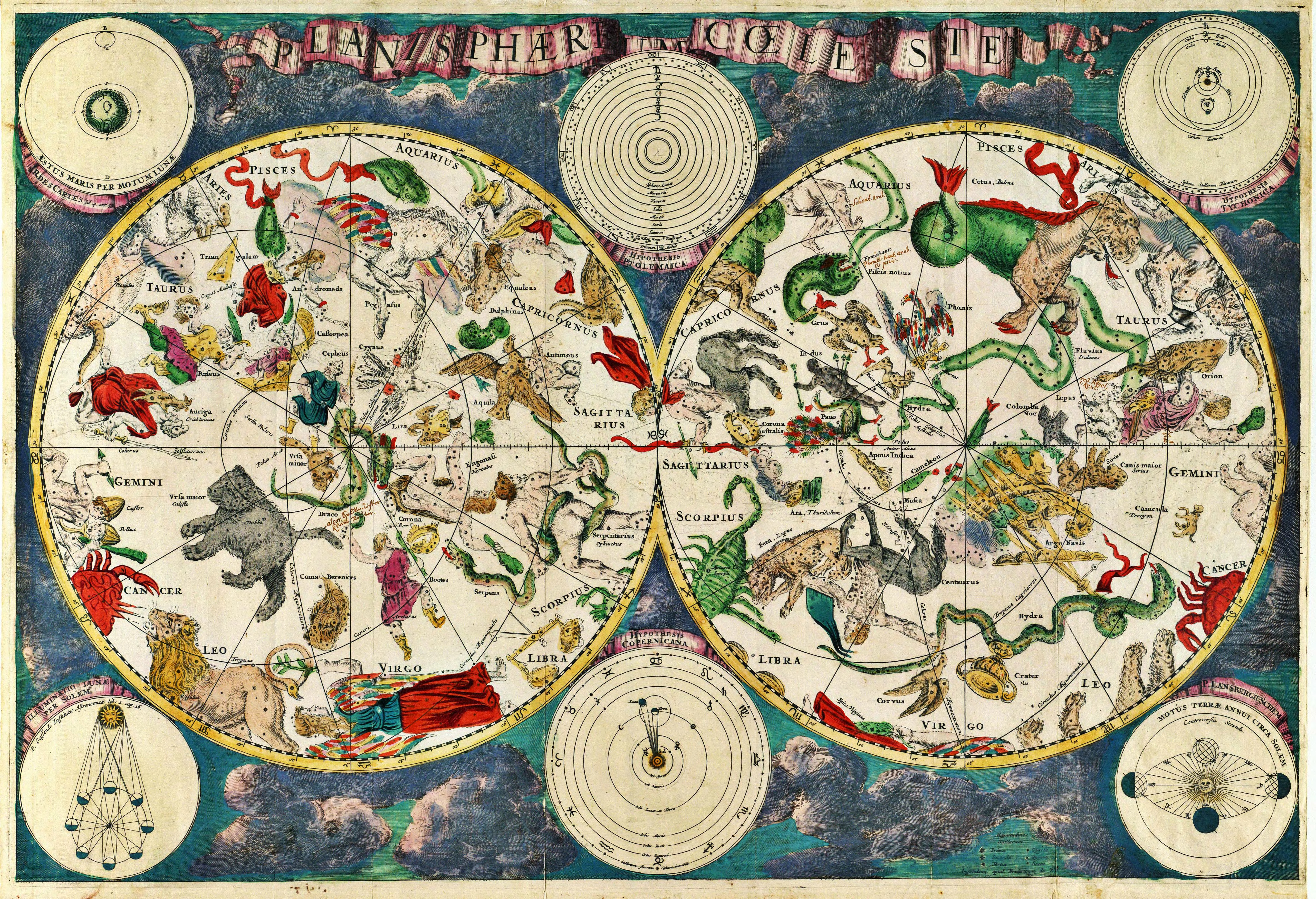
نقشه آسمانی که توسط فردریک دی ویت، نقشه کش قرن هفدهم کشیده شده است

نقشه‌نگاری یا تولید نقشه، مطالعه و عمل نقشه‌برداری از اِلِمان‌های روی سطح زمین است و کسی که نقشه‌ها را تولید می‌کند نقشه‌بردار می‌نامند. (تاریخچهٔ نقشه‌نگاری)
نقشه‌های جاده‌ها شاید امروزه پرکاربردترین نوع نقشه باشند و که از زیرمجموعهٔ نقشه‌های ناوبری محسوب می‌شوند؛ که شامل نمودارهای هوایی، دریایی، شبکهٔ ریلی، مسیرهای دوچرخه‌سواری و حتی پیاده‌روی می‌باشند؛ ولی عمده نقشه‌های تولیدی برای کاربردهای دیگر که مورد نیاز شهرداری‌ها، شرکت‌های توزیع آب و برق، واحدهای مالیاتی (البته این مورد در ایران چندان رایج نیست)، سرویس‌های امداد و نجات و خدمات اضطراری و سایر سازمان‌های محلی تولید و مورد استفاده قرار می‌گیرند. یکی از کاربران مهم و تولیدکنندهٔ نقشه‌ها جغرافیایی، سازمان‌های نظامی و انتظامی هر کشوری می‌باشد که معمولاً در سطح ملی اقدام به تولید و گردآوری داده می‌نمایند.
در نقشه‌های دوبعدی افزون‌بر نمایش اطلاعات مکانی به شکل سطحی یا نقطه ای از خطوط تراز (کانتور) برای نشان‌دادن مقادیر هم میزان مانند ارتفاع ثابت، دما، بارندگی و غیره استفاده می‌شود.

## مقیاس و دقت
اکثر نقشه‌ها با یک مقیاس عددی مثلاً ۱:۱۰۰۰۰ ترسیم می‌شوند که نشان می‌دهد که هر واحد بر روی نقشه معادل چه میزانی بر روی زمین است به عنوان نمونه در مقیاس فوق هر میلیمتر بر روی نقشه معادل ده هزار میلیمتر بر روی زمین است که معادل ده متر می‌شود. براساس این مقیاس عددی معمولاً دقت نقشه نیز مشخص می‌شود. در مناطق محدود که سطح زمین مورد نقشه برداری به حدی کوچک باشد که بتوان از انحنا زمین صرف نظر کرد محاسبات ساده بوده ولی اگر ابعاد منطقه مورد نقشه برداری بزرگ باشد - به شکلی که نتوان از انحنا زمین صرف نظر کرد - نیاز به محاسبات و مدل‌سازی دقیق تر می‌باشد. در سطوح بزرگ امکان تبدیل اندازه‌گیری‌ها بر روی کره به سطح بدون در نظر گرفتن مدل‌های ریاضی ممکن نبوده و این باعث می‌شود که نقشه مقیاس ثابتی نداشته باشد و معمولاً دقت مقیاس در یک یا دو راستا ویژه در سیستم تصویر مورد استفاده قابل استناد است.
البته در حال حاضر مدل‌های ریاضی مورد استفاده در تهیه نقشه آنچنان دقیق و مناسب هستند که برای اکثر اهداف مورد انتظار دقت مورد نیاز را تأمین کنند ولی فقط در مورد نقشه‌های که سطح بسیار بزرگی از زمین را پوشش می‌دهد هنوز سیستم تصویر یک پارچه سطحی متصور نیست که در آن ابعاد هم استناد به مقیاس خاص مفهوم چندانی ندارد و اگر از عدد مقیاس هم استفاده شود معمولاً به مقیاس در خط استوا اشاره دارد.
در برخی از انواع نقشه مانند نقشه‌های کارتوگرامی به عمد مقیاس نقشه دستکاری می‌شود تا وجه دیگری از داده - بجز ابعاد و مساحت‌ها - به کاربر منتقل شود؛ مثلاً جمعیت کشورها یا شهرها در نمایش ابعاد هندسی آنها تأثیر می‌گذارد. به گونه ای که کشورهای پرجمعیت تر بزرگ‌تر و کشورهای کم جمعیت تر کوچکتر از ابعاد واقعی خودشان در نقشه نشان داده می‌شوند.
از نمونه دیگری از چنین دستکاری در مقیاس نقشه می‌توان به نقشه‌های خطوط مترو اشاره کرد که بیش از آن که موقعیت نسبی ایستگاه‌ها را نشان دهد، وضعیت نسبی آنها و خطوط را نشان می‌دهند.
باید توجه داشت که کاهش دقت در نقشه می‌تواند عمدی نیز باشد؛ مثلاً در بسیاری از موارد تأسیسات نظامی در نقشه‌ها آورده نمی‌شود. یا در مورد جاده‌ها ممکن است برای افزایش خوانایی نقشه و استفاده بهتر از نقشه از ترسیم جاده‌های کم‌اهمیت صرف نظر شود یا در عصر حاضر و وجود نرم‌افزارهای نمایش نقشه امکان خاموش و روشن کردن لایه‌های اطلاعاتی مختلف را ایجاد کرد که کاربر نقشه امکان دریافت راحت تر داده‌های مهم‌تر را داشته باشد.

## سیستم تصویر
می‌دانیم دنیا اطراف ما بر روی سطح کروی یا دقیق تر بگوییم سطح بسیار شبیه به بیضوی قرارداد که در ابعاد کوچک که کرویت قابل صرف نظر کردن باشد به شکل فضا سه بعدی برای ما قابل درک است. سیستم تصویر در تولید نقشه رابطه ریاضی است که امکان تصویر کردن مختصات نقاط در فضا سه بعدی قرار گرفته بر پوسته کروی را به شکل نمایش دو بعدی را ایجاد می‌کند. مدل‌ها و روش‌های متعددی برای تبدیل این دو فضا به هم وجود دارد که انتخاب آنها به تناسب و نوع کاربرد ما بستگی دارد.

## توجیه جهت نقشه‌ها
برای جهت‌یابی و رابطه بین راستاها و جهت‌ها بر روی نقشه و استفاده از قطب‌نما، از قرون وسطی به بعد سمت بالا (بخش بالای نقشه) را هم راستا با شمال قطب‌نما در نظر گرفتند.
نقشه‌های که شمال در سمت بالا آن قرار ندارد:
- نقشه‌های قدیمی ژاپنی کاخ امپراتور در مرکز نقشه قرارداشت و بدون در نظر گرفتن موقعیت محل کاخ امپراتور امکان توجیه نقشه وجود نداشت
- در نقشه‌های قرون وسطا اروپا هیچ اجماعی در مورد راستا مرجع وجود نداشت و عمده نقشه‌ها براساس خط ساحل توجیه می‌شدند
- در نقشه‌های شهرهای ساحلی معمولاً دریا در بالای نقشه قرار می‌گرفت. فارغ از این که در چه جهتی قرار داشت.
- در نقشه‌های مسیر و کانال‌ها راستا و جهت نقشه تابع مسیر رودخانه یا کانال و … بودند.
- در نیمکره جنوبی از روش معکوس کردن جهت شمال استفاده می‌شد و اصطلاحاً نقشه معکوس بود که هنوز هم در برخی از کشورها مانند برزیل از این روش استفاده می‌شود.

## انواع نقشه
نقشه‌های جهان یا مناطق بزرگ اغلب «سیاسی» یا «فیزیکی» هستند. مهم‌ترین هدف نقشه سیاسی نشان دادن مرزهای سرزمینی است. هدف فیزیکی نشان دادن ویژگی‌های جغرافیایی مانند کوه، نوع خاک یا کاربری اراضی یا زیرساخت‌هایی از جمله جاده‌ها، راه‌آهن و ساختمان‌ها است. نقشه‌های توپوگرافی ارتفاعات و پستی و بلندی‌های زمین را خطوط کانتور (منحنی هم تراز) یا سایه نشان می‌دهند. نقشه‌های زمین‌شناسی نه تنها سطح فیزیکی، بلکه خصوصیات تحت‌الارضی سنگ زیرین، خطوط گسل و ساختارهای زیرسطحی را نشان می‌دهد.

### نقشه‌های رقومی یا الکترونیکی
در دو دهه آخر قرن بیستم، امکانات نمایش نقشه رایانه ای در دسترس قرار گرفت؛ و این امر کارتوگرفی نقشه‌ها، جمع‌آوری داده و نقشه برداری را تحت تأثیر قرار داد و سیستم‌های اطلاعات مکانی (GIS) روش قالب استفاده از نقشه شدند. روشی که با ترکیب ابزارهای ساده و توابعی که امکان اضافه بارگذاری داده‌های مکانی بر روی نقشه باعث افزایش کارای نقشه‌های جغرافیایی شد. داشتن اطلاعات مختلف مانند میزان بارندگی، توزیع حیات وحش یا داده‌های جمعیتی در یک بستر مشترک، امکان تجزیه و تحلیل کارامدتر و تصمیم‌گیری بهتر را ایجاد نمود.
البته این بدان معنا نیست که فقط در سیستم‌های اطلاعات مکانی از این نوع نقشه‌ها استفاده می‌شود. در حال حاضر حتی برای تولید نقشه‌های غیر GIS ای نیز از نرم‌افزارهای رایانه ای و فرمت‌های دیجیتال استفاده می‌شود.
استفاده از نرم‌افزارهای رایانه ای باعث افزایش تعامل پذیری کاربر با داده و تغییر بزرگنمایی و حتی تغییر محتوا به تناسب بزرگنمایی انتخاب شده با مجموعه داده‌های متفاوت را ممکن می‌سازد. با اضافه کردن قابلیت‌های سیستم‌های تعیین موقعیت ماهواره ای از این داده‌ها می‌توان برای مسیر یابی و بسیاری کاربردها دیگر استفاده نمود

## طبقه‌بندی نقشه‌ها
عمده این طبقه‌بندی بر دو محور اصلی قرار دارد. یکی طبقه‌بندی از نظر مقیاس و دیگری طبقه‌بندی از نظر محتوی.

### طبقه‌بندی از نظر مقیاس
نقشه‌ها را برحسب مقیاس به پنج گروه تقسیم‌بندی کرده‌اند:
۱- پلان‌ها با مقیاس‌های یک صدم تا یک پانصدم
۲- نقشه‌های بزرگ مقیاس با مقیاس‌های یک هزارم تا یک پنج هزارم
۳- نقشه‌های متوسط مقیاس با مقیاس‌های یک ده هزارم تا یک پنجاه هزارم
۴- نقشه‌های کوچک مقیاس با مقیاس‌های یکصد هزارم تا یک پانصد هزارم
۵- نقشه‌های جغرافیایی با مقیاس یک میلیونیوم یا کوچکتر نقشه‌های کشوری

### طبقه‌بندی نقشه از نظر محتوی
این طبقه‌بندی شامل نقشه‌های: مسطحاتی، توپوگرافی، ثبت املاکی، آماری، هواشناسی، شهرسازی، تاریخی، گیاهشناسی، زمین‌شناسی و ژئوفیزیکی است.
عمده این طبقه‌بندی بر دو محور اصلی قرار دارد. یکی طبقه‌بندی از نظر مقیاس و دیگری طبقه‌بندی از نظر محتوی.
طبقه‌بندی از نظر مقیاس نقشه‌ها را برحسب مقیاس به پنج گروه تقسیم‌بندی کرده‌اند:[۱]
1. پلان‌ها با مقیاس‌های یک صدم تا یک پانصدم
2. نقشه‌های بزرگ مقیاس با مقیاس‌های یک هزارم تا یک پنج هزارم
3. نقشه‌های متوسط مقیاس با مقیاس‌های یک ده هزارم تا یک پنجاه هزارم
4. نقشه‌های کوچک مقیاس با مقیاس‌های یکصد هزارم تا یک پانصد هزارم
5. نقشه‌های جغرافیایی با مقیاس یک میلیونیوم یا کوچکتر نقشه‌های کشوری

طبقه‌بندی نقشه از نظر محتوایی طبقه‌بندی شامل نقشه‌های: مسطحاتی، توپوگرافی، ثبت املاکی، آماری، هواشناسی، شهرسازی، تاریخی، گیاهشناسی، زمین‌شناسی و ژئوفیزیکی است.[۲]